# Evening Star
Die Evening Star war ein 1863 in Dienst gestellter Raddampfer, der am 3. Oktober 1866 an der Ostküste der Vereinigten Staaten in einem Orkan unterging. Mit 262 Toten war der Untergang der Evening Star eines der bis dahin größten Schiffsunglücke in der amerikanischen Geschichte nach der Sultana-Katastrophe im Jahr zuvor.

## Geschichte
1847 kam es durch einen Postvertrag zu ersten Verbindungen mit dem Dampfschiff von New York nach New Orleans. In den 1850ern wurden diese Verbindungen regelmäßig und mehrere Reedereien boten ihre Dienste auf der Strecke an, wobei es oft einen Zwischenstopp in Havanna auf Kuba gab. Durch den amerikanischen Bürgerkrieg kam es zu Beginn der 1860er Jahre zu Seeblockaden seitens der Südstaaten, die die Handelsschifffahrt nach New Orleans erheblich belasteten.
Nach der Eroberung von New Orleans im April 1862 durch die Union wurde wieder ein regelmäßiger Handelsverkehr zwischen New York und New Orleans ermöglicht. Im Oktober 1862 stieg die Cromwell Line mit ihren Schiffen Potomac und Parkersburg in das Geschäft ein. Die Cromwell Line wurde 1858 in New York von H. B. Cromwell und Geschäftspartnern gegründet, um einen Liniendienst von New York nach Savannah zu eröffnen.
Im April 1863 eröffnete die New York Mail Steamship Company aus New York mit ihrem Dampfer Morning Star ihren Passagier- und Frachtservice nach New Orleans. Weil die Namen ihrer Schiffe alle auf „Star“ endeten, wurde die Reederei oft Star Line genannt. Ihr Direktor war William R. Garrison. Im Juni 1863 folgte dann die Evening Star. Am 15. August 1863 lief die Evening Star nach einer Reise von fünf Tagen und 22 Stunden unter dem Kommando von Kapitän Bell zum ersten Mal im New Yorker Hafen ein.
In den folgenden Jahren kamen noch die Guided Star und die etwas größere Rising Star hinzu. Zu jener Zeit war die Star Line eine der führenden Schifffahrtsgesellschaften an der amerikanischen Ostküste und ihre Schiffe beförderten mehr Passagiere als die anderer Reedereien auf der Route.

## Das Schiff
Die Evening Star entstand auf der Werft Roosevelt, Joyce & Waterbury in New York. Sie war 86,26 Meter lang, 11,88 Meter breit und hatte einen maximalen Tiefgang von 7,01 Metern. Der hölzerne Schiffsrumpf bestand hauptsächlich aus amerikanischer Weiß-Eiche und Kiefernholz. Die Tonnage lag bei 2.022 Tonnen nach dem Old Measurement. Im Rumpf waren Querschotten mit wasserdichten Türen darin eingebaut, die vom Kiel bis zum Hauptdeck reichten.
Die bereits 1854 hergestellte Dampfmaschine der Evening Star stammte aus den Morgan Iron Works in New York und war zuvor im Rumpf des Große-Seen-Dampfers Queen of the West installiert gewesen. Die beiden Dampfkessel waren von den Allaire Irons Works, ebenfalls aus New York, geliefert worden. Die beiden Schaufelräder hatten einen Durchmesser von je zehn Metern.

## Untergang
Am Sonnabend, dem 29. September 1866 um 15.00 Uhr legte die Evening Star in New York unter dem Kommando von Kapitän William Knapp zu einer weiteren Überfahrt nach New Orleans ab. An Bord waren 59 Besatzungsmitglieder und 219 Passagiere (166 Erste Klasse, 53 Dritte Klasse), darunter viele Frauen und Kinder. Zur Schiffsleitung gehörten neben Kapitän Knapp der Erste Offizier David Burr, der Zweite Offizier William Goldie, der Zahlmeister Ellery Allen und der Chefingenieur Robert Finger.
Die Passagiere auf dieser Fahrt waren sehr gemischt. Neben zahlreichen Veteranen des Bürgerkriegs, Geschäftsmännern und Familien waren viele damals bekannte Angehörige der Unterhaltungsindustrie wie Sänger, Komiker und Schauspieler an Bord, darunter Zirkusartisten der Nicolo Troupe, 22 männliche und weibliche Darsteller der Spaulding & Bidwell-Theatergruppe auf dem Rückweg zur New Orleans Academy of Music sowie eine 59-köpfige Theatergruppe aus Künstlern und Musikern unter der Leitung des französischen Theaterimpresarios Charles Paul Alhaiza mit Ehefrau Julie Eugénie auf dem Weg zum French Opera House in New Orleans. Auch eine Gruppe von Prostituierten war an Bord der Evening Star, um in New Orleans in zwei neu errichteten Bordellen zu arbeiten.
Am Morgen des 2. Oktober, als sich die Evening Star etwa 180 Seemeilen östlich von Tybee Island an der Nordküste des US-Bundesstaats Georgia befand, geriet sie in einen schweren Orkan. Gewaltige Brecher beschädigten die Decksaufbauten, sodass an zahlreichen Stellen Lecks entstanden und Wasser ins Schiffsinnere laufen konnte. Bis zum Abend hatten sich die Fluten bis in den Maschinenraum ergossen und die Feuer in den Kesseln gelöscht. Passagiere und Mannschaft schöpften stundenlang Wasser, wobei auch viele Frauen mithalfen.
Gegen Mitternacht reagierte das Ruder nicht mehr und der Dampfer trieb steuerlos im Sturm. Die heftigen Winde und Wellen zerfetzten die Segel, rissen die Schaufelräder ab und zerstörten die Kommandobrücke. In den frühen Morgenstunden wurde mit der Evakuierung begonnen. Den Frauen wurden Schwimmwesten umgebunden, woraufhin sie in die Rettungsboote gesetzt wurden. Beim Aufsetzen auf das Wasser kenterten die Boote aber in der schweren See und warfen ihre Insassen ins Meer. Dutzende Menschen wurden von den Brechern über Bord geschwemmt. Die Evening Star kenterte und sank schließlich um 6.00 Uhr morgens am 3. Oktober.
Nur zwei Rettungsboote trieben über der Untergangsstelle. Eines davon hatte 16 Menschen an Bord, darunter Kapitän Knapp. Nachdem das Boot etwa ein Dutzend Mal gekentert war, kam es in Fernandina Beach (Florida) an Land. Nur noch sechs Menschen waren darin am Leben; der Kapitän war ertrunken. Von den 278 Passagieren und Besatzungsmitgliedern an Bord der Evening Star überlebten nur 16. Von den etwa 100 Frauen überlebten als Einzige die Passagierinnen Minnie Taylor und Mollie Wilson. Noch Tage später hoffte die Reederei, dass noch mehr Überlebende gefunden werden, da der Dampfer mit sechs großen Rettungsbooten der Marke Ingersoll ausgerüstet war. Es wurde aber niemand mehr gefunden.
Unter den Todesopfern waren viele prominente Bürger der Stadt New Orleans, wie der etablierte Architekt James Gallier mit Ehefrau und der Bankier, Geschäftsmann und Vertreter der Vereinigten Staaten bei der Weltausstellung in Paris 1855 Henry William Palfrey mit Ehefrau Laura Campbell Palfrey (einer Tochter von Robert B. Campbell), zwei Kindern und Dienstbote. Auch Belle Boyds erster Ehemann, der Marineoffizier Lieut. Samuel Wylde Hardinge, sowie Adelaide Bouligny Spangenberg, eine Nichte von John Edward Bouligny, kamen ums Leben.
Der US-amerikanische Komponist und Texter Henry Clay Work (1832–1884) schrieb noch im selben Jahr das Lied When the Evening Star Went Down.